# Tropicophanes fasciatus
Tropicophanes fasciatus är en skalbagge som beskrevs 1817 av Gustaf Johan Billberg. Arten ingår i släktet Tropicophanes och familjen långhorningar.
Artens förekommer i Afrika och är rapporterad från Angola, Chad, Demokratiska republiken Kongo, Elfenbenskusten, Nigeria, Sierra Leone, Tanzania, Togo och Zimbabwe. Inga underarter finns listade i Catalogue of Life.